# 貿易管理部
貿易管理部（ぼうえきかんりぶ）は、中央省庁である経済産業省の内部部局である貿易経済協力局の下部組織である。貿易の管理などを所管する。経済産業省組織令第2条第2項に基づいて設置された部局である。

## 所掌業務
経済産業省組織令第6条では、以下の事務を貿易管理部の所掌事務と定めている。
1. 輸出及び輸入の増進、改善及び調整に関する事務のうち輸出及び輸入の管理に関する事務（産業技術環境局の所掌に属するものを除く）。
2. 通商に伴う外国為替の管理及び調整に関すること。
3. 条約に基づいて日本国に駐留する外国軍隊、日本国に在留する外国人及びこれらに類する者に対する物資の供給及び役務の提供に関すること（防衛省の所掌に属するものを除く。）。

## 組織
- 部長
- 貿易管理課
  - 原産地証明室
- 貿易審査課
  - 農水産室
  - 特殊関税等調査室
- 安全保障貿易管理課
  - 国際投資管理室
  - 安全保障貿易国際室
  - 安全保障貿易検査官室
- 安全保障貿易審査課
  - 統括安全保障貿易審査官